# Pseudotrochammina
Pseudotrochammina es un género de foraminífero bentónico de la subfamilia Trochamminellinae, de la familia Trochamminidae, de la superfamilia Trochamminoidea, del suborden Trochamminina, y del orden Trochamminida. Su especie tipo es Pseudotrochammina triloba. Su rango cronoestratigráfico abarca el Holoceno.

## Discusión
Clasificaciones previas incluían Pseudotrochammina en el suborden Textulariina del orden Textulariida. Otras clasificaciones lo han incluido en el orden Lituolida.

## Clasificación
Pseudotrochammina incluye a las siguientes especies:
- Pseudotrochammina dehiscens
- Pseudotrochammina echolsi
- Pseudotrochammina mexicana
- Pseudotrochammina triloba